# خارماهی‌سانان
خارماهی‌سانان (نام علمی: Gasterosteiformes) نام یک راسته از فرورده تکمیل‌استخوانان است.